# Kanton Molières
Kanton Molières is een voormalig kanton van het Franse departement Tarn-et-Garonne. Kanton Molières maakte deel uit van het arrondissement Montauban en telt 2776 inwoners (1999). Het werd opgeheven bij decreet van 27 februari 2014 met uitwerking op 22  maart 2015.

## Gemeenten
Het kanton Molières omvatte de volgende gemeenten:
- Auty
- Labarthe
- Molières (hoofdplaats)
- Puycornet
- Vazerac